# Quarto (esploratore)
L'esploratore Quarto fu la prima unità di questo tipo di cui si dotò la Regia Marina come evoluzione dei precedenti incrociatori leggeri. L'unità venne impostata nel 1909 come nave da battaglia di 4ª classe (secondo la classificazione in uso all'epoca), ma già al varo nell'agosto 1911 venne riclassificata "esploratore". Entrò in servizio l'11 maggio 1912 e venne riclassificato incrociatore leggero nel 1938, solo quattro mesi prima della radiazione avvenuta il 5 gennaio 1939.

## Caratteristiche generali e costruttive
Nel 1908 la Regia Marina richiese la costruzione di un'unità prototipo di nave leggera, poco protetta ma molto veloce e ben armata, che potesse svolgere i compiti assolti dalle unità tipo "scout" della Marina Britannica. Questo tipo di nave "esploratore" avrebbe dovuto essere in grado di contrapporsi efficacemente alle corrispondenti unità che la Marina Austroungarica stava realizzando. Un tentativo in tal senso era stato fatto precedentemente con gli incrociatori leggeri della classe Agordat, i cui risultati complessivi erano però stati molto deludenti a causa della limitata velocità possibile con i motori alternativi e delle caratteristiche costruttive generali.

Il nuovo progetto venne sviluppato dal maggiore del Genio Navale Giulio Truccone e la costruzione affidata ai cantieri del Regio Arsenale di Venezia per i quali questa fu l'ultima nave da guerra costruita. Lo scafo, lungo e sottile, era dotato di un bordo libero relativamente alto, con un ponte di castello prolungato posteriormente fin oltre la plancia di comando, una tuga lunga e relativamente stretta che si prolungava all'indietro allo stesso livello, 2 alberi e 3 fumaioli.

La linea complessivamente bassa per l'esiguità delle sovrastrutture consentiva una adeguata stabilità, nonostante la finezza dello scafo il cui interno era perlopiù occupato dalle macchine: la velocità infatti era la prima delle priorità del disegno costruttivo. Per garantire una potenza adeguata, abbandonati gli obsoleti motori alternativi alimentati a carbone, sul Quarto vennero installati due gruppi di turbine a vapore tipo Parson servite da dieci caldaie a nafta (due delle quali inizialmente furono attrezzate per funzionare eventualmente anche a carbone, soluzione poi abbandonata). L'apparato propulsore agiva su quattro assi collegati ad altrettante eliche in bronzo a tre pale di 2,1 m di diametro. Il tutto forniva una potenza di 29.215 CV consentendo di raggiungere nelle prove di collaudo la velocità di 28,6 nodi.
L'altra priorità di progetto era l'armamento, costituito da sei pezzi da Armstrong 120/50 Mod. 1909 e sei da 76/50, quindi di calibro superiore alle corrispondenti unità austroungariche. Queste ultime avevano un numero di cannoni superiore, ma a causa della loro disposizione a bordo la potenza simultanea di fuoco era sostanzialmente la stessa. L'armamento silurante era costituito da due tubi lanciasiluri da 450 mm, curiosamente alloggiati sotto coperta e protetti da portelli stagni. Questa posizione rendeva di fatto poco maneggevole il lancio per cui il sistema fu successivamente modificato. Mancava totalmente nella dotazione iniziale l'armamento antiaereo, in quanto giustamente ritenuto a quei tempi superfluo. Per un breve periodo (1926-1927) tuttavia il Quarto imbarcò un idrovolante ricognitore Macchi M.18AR. L'armamento antiaereo fu invece installato in occasione dei grandi lavori del 1936: al posto di quattro dei sei cannoni da 76/50 vennero imbarcate due mitragliere binate da Breda Mod. 31 da 13,2 mm e due mitragliatrici da 6,5 mm. Furono inoltre spostati in coperta nuovi tubi lanciasiluri con migliore manovrabilità.
La corazzatura era limitata ad un ponte leggermente corazzato dello spessore massimo di 40 mm.
Al di là di essere un pregevole esercizio di tecnica, il Quarto non offriva molto, operativamente parlando, e in quegli anni le Marine degli altri Paesi stavano già sviluppando incrociatori leggeri, quasi altrettanto veloci e meglio armati.

## Storia
L'esploratore Quarto entrò in servizio l'11 maggio 1912 e svolse inizialmente la normale attività di Squadra con missioni peraltro limitate all'Adriatico e allo Ionio. Durante questo periodo subì gravi danni per un incendio che tenne la nave ferma a lungo per le riparazioni. Il 3 maggio 1914 a Genova ricevette la bandiera di combattimento.
Durante la prima guerra mondiale il Quarto svolse 54 missioni di guerra (quasi nessuna delle quali vide uno scontro diretto contro unità navali nemiche) e 9 missioni di scorta per un totale di 1336 ore di navigazione.
Nell'intervallo tra le due guerre partecipò all'attività di Squadra, ricoprendo anche il ruolo di ammiraglia della 2ª Divisione Siluranti, ed effettuò numerose missioni all'estero fino alla Cina e al Mar Rosso. Nel 1936 rientrò in Italia per essere sottoposto ai lavori di riarmo e partecipò poi all'attività di appoggio durante la guerra civile spagnola. Nel 1938 venne riclassificato incrociatore leggero ma nell'agosto dello stesso anno un grave incidente nel locale caldaie mise fine alla sua carriera operativa.
Fu radiato dai quadri della Regia Marina il 5 gennaio 1939 e adibito a bersaglio per esercitazioni di tiro e di sabotaggio. Il suo relitto venne utilizzato per ostruire l'ingresso al porto di Livorno nel luglio 1944.